# Topsfield (Massachusetts)
Topsfield é uma vila localizada no condado de Essex no estado estadounidense de Massachusetts. No Censo de 2010 tinha uma população de 6.085 habitantes e uma densidade populacional de 183,26 pessoas por km².

## Geografia
Topsfield encontra-se localizado nas coordenadas 42° 38′ 29″ N, 70° 56′ 36″ O. Segundo o Departamento do Censo dos Estados Unidos, Topsfield tem uma superfície total de 33.2 km², da qual 30.88 km² correspondem a terra firme e (7%) 2.33 km² é água.

## Demografia
Segundo o censo de 2010, tinha 6.085 pessoas residindo em Topsfield. A densidade populacional era de 183,26 hab./km². Dos 6.085 habitantes, Topsfield estava composto pelo 96.78% brancos, o 0.51% eram afroamericanos, o 0.08% eram amerindios, o 1.27% eram asiáticos, o 0% eram insulares do Pacífico, o 0.28% eram de outras raças e o 1.08% pertenciam a duas ou mais raças. Do total da população o 1.84% eram hispanos ou latinos de qualquer raça.